# Gunung Maria
Gunung Maria is een bestuurslaag in het regentschap Padang Lawas Utara van de provincie Noord-Sumatra, Indonesië. Gunung Maria telt 163 inwoners (volkstelling 2010).